# Georges Sainte-Rose
Georges Sainte-Rose (né le 3 septembre 1969 à Fort-de-France) est un athlète français, spécialiste du triple saut.

## Biographie
Le 27 juillet 1991, à Dijon, il améliore le record de France du triple saut en atteignant la marque de 17,24 m.
En 2002, il est placé en garde à vue dans une affaire de trafic de cocaïne ; en 2004, il est condamné à huit ans de prison ferme.

## Palmarès

### International
| Date | Compétition                    | Lieu       | Résultat | Épreuve     | Performance |
| ---- | ------------------------------ | ---------- | -------- | ----------- | ----------- |
| 1987 | Championnats d'Europe juniors  | Birmingham | 3e       | Triple saut | 16,30 m (w) |
| 1990 | Championnats d'Europe          | Split      | 7e       | Triple saut | 16,81 m     |
| 1991 | Championnats du monde          | Tokyo      | 8e       | Triple saut | 16,92 m     |
| 1993 | Jeux méditerranéens            | Narbonne   | 2e       | Triple saut | 17,00 m (w) |
| 1994 | Championnats d'Europe en salle | Paris      | 6e       | Triple saut | 16,96 m     |
| 1994 | Championnats d'Europe          | Helsinki   | 7e       | Triple saut | 16.59 m     |
| 1997 | Championnats du monde en salle | Paris      | 10e      | Triple saut | 16,41 m     |
| 1998 | Championnats d'Europe en salle | Valence    | 11e      | Triple saut | 16,49 m     |

### National
- Championnats de France d'athlétisme :
  - vainqueur du triple saut en 1995 et 1997.

## Records
| Épreuve     | Épreuve   | Performance | Lieu             | Date                            |
| ----------- | --------- | ----------- | ---------------- | ------------------------------- |
| Triple saut | Plein air | 17,24 m     | Dijon            | 27 juillet 1991                 |
| Triple saut | Salle     | 16,84 m     | Bordeaux Valence | 23 février 1997 27 février 1998 |